# 金山昌秀
金山 昌秀（かなやま まさひで、Dr. Masahide Kanayama, 出生名：金 昌秀（キム・チャンス、김창수）、1962年9月8日  - ）は、IMM JAPAN創立者。現在の名前は1979年6月19日に帰化したことによる。

## 概要
東京都江東区出身。父親・母親ともに在日韓国人。4歳年下の弟がいる。
17歳の時にクリスチャンとなる。 ウィスコンシン大学医学部、メイヨークリニック医学部大学院を卒業後、産婦人科医となる。その後ニューヨーク子宮内膜症センターを開設。また医療改革委員会の顧問を務めている傍ら、宣教師としてイエス・キリストの証人(a leader of cult religion) として各地で講演会を開いている。日本バプテスト連盟の招待で日本での講演活動も行っていた。